# بطولة أمم أوروبا 2028
بطولة أمم أوروبا 2028 (بالإنجليزية: 2028 UEFA European Football Championship) والتي يشار إليها عادة باسم بطولة كرة القدم الأوروبية 2028 (بالإنجليزية: UEFA Euro 2028) أو ببساطة يورو 2028 (بالإنجليزية: Euro 2028) هي النسخة الثامنة عشرة من بطولة أمم أوروبا. وهي بطولة كرة القدم دولية للرجال، تُقام منافساتها كل أربع سنوات، والتي تقام تحت رعاية الاتحاد الأوروبي لكرة القدم.
من المقرر أن تقام البطولة في الفترة من يونيو إلى يوليو 2028. المضيف، الذي سيكون إما تركيا أو عرضًا مشتركًا من الدول الأربع المكونة للمملكة المتحدة بالإضافة إلى جمهورية أيرلندا، ومن المتوقع أن يتم اختياره في 8 سبتمبر 2023.

## عملية تقديم العروض

### أعربت عن رغبتها للترشح
- الدنمارك/ فنلندا/ النرويج/ السويد: في 4 مارس 2016 أعلن الاتحاد الدنماركي عن استعداده لتقديم عرض مشترك رفقة اتحادات كرة قدم كل من فنلندا والنرويج والسويد لتقديم عرض مشترك لاستضافة يورو 2024 أو يورو 2028.[4][5]
- إسبانيا/ البرتغال: في 12 سبتمبر 2018 أعلن الاتحاد الإسباني عن نيته في تقديم عرض رفقة الاتحاد البرتغالي لاستضافة يورو 2028 أو كأس العالم 2030.[6]
- روسيا: أعلنت روسيا عن نيتها لاستضافة كأس أمم أوروبا 2028 بعد نجاحها في استضافة منافسات كأس العالم 2018.[7]
- رومانيا/ اليونان/ بلغاريا/ صربيا: في اجتماع في فبراير 2019 اجتمع وزراء الشباب والرياضة في رومانيا (كونستانتين بوغدان ماتي)؛ بلغاريا (كراسين كراليف)؛ صربيا (فانجا أودوفي) ونائب وزير الثقافة والرياضة اليوناني (جيورجوس فاسيلياديس)، وتم التأكيد رسميًا على تقديم عرضاً مشتركاً بين الدول الأربع لتنظيم منافسات يورو 2028 وكأس العالم 2030.[8][9][10]

### عروض مؤكدة
- تركيا: في 15 أغسطس 2019، أعلن الاتحاد التركي لكرة القدم أن تركيا ستتقدم بطلب استضافة يورو 2028.[11] يذكر أن عرض تركيا هو العرض السادس على التوالي، وقد تم رفض عرضهم في خمس مرات سابقة (2008، 2012، 2016، 2020، 2024).
- إنجلترا: في 22 سبتمبر 2016 أعلنت إنجلترا أنها تفكر في إمكانية احتضان اليورو 2028.[12][13]

### عروض محتملة (غير مؤكدة)
- إيطاليا: في 26 مارس 2018 أُعْلِنَ أن إيطاليا تفكر في إمكانية احتضان اليورو 2028.[4]

### الملفات المقدمة رسمياً
أعلن الاتحاد الأوروبي لكرة القدم في 23 مارس 2022 عن تلقيه ثلاثة مقترحات من دول أعلنت عن اهتمامها باستضافة البطولة وكانت عرض مشترك من إنجلترا وأيرلندا الشمالية وجمهورية أيرلندا واسكتلندا وويلز؛ وعرض من تركيا؛ وعرض من روسيا. في 4 أكتوبر 2023 تم الكشف عن أن تركيا قد سحبت طلبها للتركيز على عرض مشترك مع إيطاليا لاستضافة يورو 2032. في 23 مارس 2023، قدمت روسيا أيضًا عرضًا، على الرغم من الحظر الحالي الذي فرضه الاتحاد الأوروبي لكرة القدم على الأندية الروسية والمنتخب الوطني بسبب غزو البلاد لأوكرانيا . في 2 مايو 2022، أعلن الاتحاد الأوروبي لكرة القدم أن عرضي روسيا غير مؤهلة لاستضافة بطولة 2028 وبطولة 2032. في 10 أكتوبر 2023 في نيون بسويسرا تم أعلان اختيار الدولة المضيفة، حيث فاز العرض المشترك  المقدم من قبل إنجلترا وأيرلندا الشمالية وجمهورية أيرلندا واسكتلندا وويلز بالإجماع.

## التأهل
وفقًا للوائح عطاءات الاتحاد الأوروبي لكرة القدم، لا يمكن ضمان التأهيل التلقائي للمضيفين إلا لما يصل إلى اتحادين مضيفين.  لذا ليس من الواضح أي الفرق المضيفة قد تتأهل تلقائيًا. إحدى الخطط التي يتم النظر فيها هي دخول جميع الفرق الخمسة المضيفة (إنجلترا، أيرلندا الشمالية، جمهورية أيرلندا، اسكتلندا وويلز) في التصفيات، مع الاحتفاظ بمركزين تلقائيين احتياطيًا للمضيفين الذين فشلوا في التأهل، في حالة فشل ثلاثة فرق مضيفة أو أكثر في التأهل، سيتم منح المقعدين لأفضل المضيفين أداءً. وستقام بطولة تأهيلية لتحديد غالبية الفرق المتنافسة.
تم تأكيد تنسيق التصفيات المعدل من قبل اللجنة التنفيذية للاتحاد الأوروبي لكرة القدم خلال اجتماعها في نيون، سويسرا، في 25 يناير 2023. وتم تعديل تنسيق التصفيات من الدورة السابقة. ستضم مرحلة المجموعات المؤهلة اثنتي عشرة مجموعة من أربعة أو خمسة فرق. يتأهل الفائز من كل مجموعة إلى بطولة أوروبا، بينما تتأهل الفرق صاحبة المركز الثاني مباشرة أو تشارك في المباريات الفاصلة.

## الأماكن
في 12 أبريل 2023 تم الكشف عن الملاعب العشرة المضيفة لبطولة يورو 2028، وتم تأكيد القائمة من قبل الاتحاد الأوروبي لكرة القدم في 10 أكتوبر 2023. واستبعاد ملعب آنفيلد، الذي كان غير مؤهل لاستضافة المباريات بسبب أبعاد الملعب التي لا تلبي متطلبات الاتحاد الأوروبي لكرة القدم، وملعب أولد ترافورد، الذي تم استبعاده بعد أن لم يتمكن مانشستر يونايتد من ضمان ما إذا كان الملعب جاهزًا في ذلك الوقت.
| لندن                | كارديف | لندن | مانشستر |
| ------------------- | --- | --- | --- |
| ملعب ويمبلي         | ملعب الألفية                                                                                                 | ملعب توتنهام هوتسبير                                                                                         | ملعب مدينة مانشستر                                                                                           |
| سعة: 90,652         | سعة: 73,952                                                                                                  | سعة: 62,322                                                                                                  | سعة: 61,000                                                                                                  |
|                     | | | |
| ليفربول             | لندن كارديف مانشستر ليفربول نيوكاسل برمنغهام غلاسكو دبلن بلفاست موقع المدن المستضيفة لبطولة أمم أوروبا 2028. | لندن كارديف مانشستر ليفربول نيوكاسل برمنغهام غلاسكو دبلن بلفاست موقع المدن المستضيفة لبطولة أمم أوروبا 2028. | لندن كارديف مانشستر ليفربول نيوكاسل برمنغهام غلاسكو دبلن بلفاست موقع المدن المستضيفة لبطولة أمم أوروبا 2028. |
| غوديسون بارك        | لندن كارديف مانشستر ليفربول نيوكاسل برمنغهام غلاسكو دبلن بلفاست موقع المدن المستضيفة لبطولة أمم أوروبا 2028. | لندن كارديف مانشستر ليفربول نيوكاسل برمنغهام غلاسكو دبلن بلفاست موقع المدن المستضيفة لبطولة أمم أوروبا 2028. | لندن كارديف مانشستر ليفربول نيوكاسل برمنغهام غلاسكو دبلن بلفاست موقع المدن المستضيفة لبطولة أمم أوروبا 2028. |
| سعة: 52,888         | لندن كارديف مانشستر ليفربول نيوكاسل برمنغهام غلاسكو دبلن بلفاست موقع المدن المستضيفة لبطولة أمم أوروبا 2028. | لندن كارديف مانشستر ليفربول نيوكاسل برمنغهام غلاسكو دبلن بلفاست موقع المدن المستضيفة لبطولة أمم أوروبا 2028. | لندن كارديف مانشستر ليفربول نيوكاسل برمنغهام غلاسكو دبلن بلفاست موقع المدن المستضيفة لبطولة أمم أوروبا 2028. |
|                     | لندن كارديف مانشستر ليفربول نيوكاسل برمنغهام غلاسكو دبلن بلفاست موقع المدن المستضيفة لبطولة أمم أوروبا 2028. | لندن كارديف مانشستر ليفربول نيوكاسل برمنغهام غلاسكو دبلن بلفاست موقع المدن المستضيفة لبطولة أمم أوروبا 2028. | لندن كارديف مانشستر ليفربول نيوكاسل برمنغهام غلاسكو دبلن بلفاست موقع المدن المستضيفة لبطولة أمم أوروبا 2028. |
| نيوكاسل             | لندن كارديف مانشستر ليفربول نيوكاسل برمنغهام غلاسكو دبلن بلفاست موقع المدن المستضيفة لبطولة أمم أوروبا 2028. | لندن كارديف مانشستر ليفربول نيوكاسل برمنغهام غلاسكو دبلن بلفاست موقع المدن المستضيفة لبطولة أمم أوروبا 2028. | لندن كارديف مانشستر ليفربول نيوكاسل برمنغهام غلاسكو دبلن بلفاست موقع المدن المستضيفة لبطولة أمم أوروبا 2028. |
| ملعب سانت جيمس بارك | لندن كارديف مانشستر ليفربول نيوكاسل برمنغهام غلاسكو دبلن بلفاست موقع المدن المستضيفة لبطولة أمم أوروبا 2028. | لندن كارديف مانشستر ليفربول نيوكاسل برمنغهام غلاسكو دبلن بلفاست موقع المدن المستضيفة لبطولة أمم أوروبا 2028. | لندن كارديف مانشستر ليفربول نيوكاسل برمنغهام غلاسكو دبلن بلفاست موقع المدن المستضيفة لبطولة أمم أوروبا 2028. |
| سعة: 52,305         | لندن كارديف مانشستر ليفربول نيوكاسل برمنغهام غلاسكو دبلن بلفاست موقع المدن المستضيفة لبطولة أمم أوروبا 2028. | لندن كارديف مانشستر ليفربول نيوكاسل برمنغهام غلاسكو دبلن بلفاست موقع المدن المستضيفة لبطولة أمم أوروبا 2028. | لندن كارديف مانشستر ليفربول نيوكاسل برمنغهام غلاسكو دبلن بلفاست موقع المدن المستضيفة لبطولة أمم أوروبا 2028. |
|                     | لندن كارديف مانشستر ليفربول نيوكاسل برمنغهام غلاسكو دبلن بلفاست موقع المدن المستضيفة لبطولة أمم أوروبا 2028. | لندن كارديف مانشستر ليفربول نيوكاسل برمنغهام غلاسكو دبلن بلفاست موقع المدن المستضيفة لبطولة أمم أوروبا 2028. | لندن كارديف مانشستر ليفربول نيوكاسل برمنغهام غلاسكو دبلن بلفاست موقع المدن المستضيفة لبطولة أمم أوروبا 2028. |
| غلاسكو              | دبلن | برمنغهام | بلفاست |
| هامبدن بارك         | ملعب أفيفا                                                                                                   | ملعب فيلا بارك                                                                                               | كاسيمنت بارك                                                                                                 |
| سعة: 52,032         | سعة: 51,711                                                                                                  | سعة: 42,640                                                                                                  | سعة: 30,000                                                                                                  |
|                     | | | |

1. ↑  ملعب جديد.
2. ↑  سيتم تجديده.